# (14429) Coyne
(14429) Coyne (1991 XC) – planetoida z grupy pasa głównego asteroid okrążająca Słońce w ciągu 3,81 lat w średniej odległości 2,44 j.a. Odkryta 3 grudnia 1991 roku.